# Callygris formosana
Callygris formosana är en fjärilsart som beskrevs av Okano 1960. Callygris formosana ingår i släktet Callygris och familjen mätare. Inga underarter finns listade i Catalogue of Life.